# Ahuréi

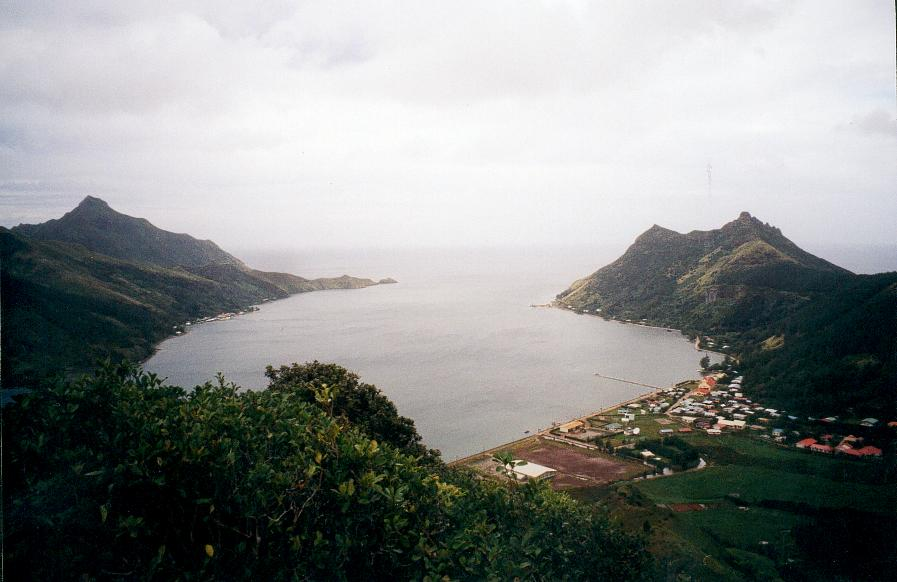
Ahurei Bay

Ahuréi (někdy nazýváno též Ahurei, Ha'urei or Ha'uréi) je hlavní město ostrova Rapa Iti a Bassových ostrovů ve Francouzské Polynésii.

## Klima
Město má vlhké subtropické klima (Köppen Cfa), na pomezí klima ekvatoriálního (Köppen Af).